# Richard Henderson
Richard Henderson (* 19. července 1945, Edinburgh) je skotský molekulární biolog a biofyzik, průkopník v oblasti elektronové mikroskopie a výzkumu biomolekul. V roce 2017 získal Nobelovu cenu za chemii, spolu s Jacquesem Dubochetem a Joachimem Frankem za rozvoj kryoelektronové mikroskopie (cryo-EM), která umožňuje určení struktury biomolekul v roztoku ve vysokém rozlišení. Umožnil tak zobrazovat biologické makromolekuly v jejich přirozeném prostředí, často bez nutnosti krystalizace. Techniky, které Henderson vyvinul, se stále používají. Díky tomu mohou vědci lépe porozumět biologickým procesům na molekulární úrovni, což má přímý dopad na vývoj nových léčiv a pochopení nemocí. 
Vystudoval fyziku na Edinburské univerzitě (bakalář, 1966) a Univerzitě v Cambridgi (PhD, 1969). Poté pracoval v laboratoři molekulární biologie Medical Research Council v Cambridgi (od 1973, v letech 1996–2006 ji vedl). Působil též na Yaleově univerzitě.

## Vzdělání a profesní život
Richard Henderson se narodil 19. července 1945 v Edinburghu. Jeho otec byl pekař. Richard se vzdělával na základní škole v Newcastletonu, střední škole v Hawicku a v Boroughmuiru. Studoval fyziku na Edinburské univerzitě, kde v roce 1966 získal bakalářský titul. Poté pokračoval v postgraduálním studiu na Corpus Christi College v Cambridgi a na Yaleově univerzitě a v roce 1969 získal na Cambridgeské univerzitě titul PhD.
Od roku 1973 pracoval v laboratoři molekulární biologie Rady pro lékařský výzkum (MRC LMB) v Cambridgi a v letech 1996–2006 byl jejím ředitelem. Během jeho vedení se mu podařilo v roce 1999 prosadit výstavbu nové moderní budovy laboratoře, včetně optimalizace načasování žádosti o finanční prostředky na výstavbu v období hospodářského růstu kolem roku 2003 a překonání překážek při získávání pozemků a stavebního povolení. Výsledkem je nová budova o rozloze 30 000 metrů čtverečních, která byla otevřena v roce 2013, je přizpůsobena potřebám moderní molekulární biologie a má možnost flexibilně měnit konfiguraci svých prostor souběžně s měnícími se potřebami výzkumu.

## Vědecká kariéra
Od počátku své kariéry se Henderson věnoval strukturní biologii. Nejprve pracoval s rentgenovou krystalografií, ale záhy se začal zabývat elektronovou mikroskopií jako alternativní cestou ke zkoumání biomolekul, zvláště těch, které je obtížné krystalizovat. V MRC LMB se věnoval hlavně membránovým proteinům. Společně s Nigelem Urwinem pracoval na zobrazování proteinů pomocí elektronové mikroskopie. V té době byla její využitelnost pro zobrazování biologických materiálů velmi omezena. Vyvinuli unikátní techniku elektronové krystalografie a jako první publikovali třírozměrný strukturní model biomolekuly (membránového proteinu) s nízkým rozlišením (7 Å). Dokázali, že proteiny mají mnohem pevnější strukturu, než se očekávalo. V následujících letech Henderson pokračoval v řešení technických problémů elektronové mikroskopie, které bránily úspěšnému zobrazování biomolekul s vysokým rozlišením (0,3 nm). V roce 1990 učinil zásadní průlom, když ukázal, že použitím kryoelektronové mikroskopie lze docílit zobrazení s vysokým rozlišením. V časopise Journal of Molecular Biology publikoval atomární strukturu membránové bílkoviny bakteriorodopsinu, kterou se mu podařilo určit pomocí uvedené techniky. V té době to byla teprve druhá struktura membránového proteinu, která byla stanovena s vysokým rozlišením.
| „                                                               | Já jsem mikroskop nikdy neměl a mikroskopii jsem se spíš vyhýbal...až když mi bylo pětatřicet, tak mě začala zajímat. Takže nikdy není příliš pozdě na to, aby Vás začalo něco zajímat. | “ |
| — Richard Henderson v Hyde Parku Civilizace na ČT24 22. 7. 2023 | |   |

Spolu s Christem Tatem pomohl vyvinout konformační termostabilizaci, tedy metodu stabilizace proteinu tak, aby byla jeho struktura pozorovatelná – zmrazoval vzorky v ethanu ochlazeném kapalným dusíkem na teplotu cca -190 °C, a to tím způsobem, že vzorek do ethanu „střílel“ obrovskou rychlostí. Tyto teoretické i metodologické objevy měly významný dopad na farmakologii a tvorbu nových léků.
Jeho pozdější výzkum se zaměřil na elektronovou mikroskopii částic a určování atomárních struktur velkých nekrystalických proteinových souborů. Jeho práce na jednotlivých částicích vedla k novým objevům strukturních aspektů biomolekul, jejichž základní struktury byly dlouho mimo dosah tradičních mikroskopických metod. V roce 2018 se kryoelektronová mikroskopie stala hlavní zobrazovací metodou strukturní biologie.

## Osobní život
Henderson je dvakrát ženatý. S první manželkou Penny měli tři děti, Jennifer (* 1970), Elizabeth  (* 1971) a Alastaira (* 1973). Elizabeth měla hydrocefalus a asi po sedmi měsících po narození zemřela. Rozvedli se v roce 1988. Henderson se podruhé oženil s Jade Li v roce 1995.

## Ocenění
V roce 2017 získal spolu s Jacquesem Dubochetem a Joachimem Frankem Nobelovu cenu za chemii za rozvoj kryoelektronové mikroskopie pro určování struktury biomolekul v roztoku ve vysokém rozlišení.
Henderson obdržel mnoho dalších prestižních ocenění a vyznamenání, např. Copleyho medaili za zásluhy v přírodních vědách, je členem britské Královské společnosti a Národní akademie věd USA.